# 소녀들의 비밀파티
《소녀들의 비밀파티》(영어: Sleepover)는 2004년에 공개한 미국의 틴에이지 코미디 영화이다. 감독은 조 누스바움으로, 첫 연출작이다. 알렉사 베가, 미카 부럼, 제인 린치, 스티브 커렐, 브리 라슨, 제프 갈린이 출연한다.
2004년 7월 9일 미국에서 극장 개봉되었으며 개봉 당시 흥행에 실패했고 이후 보조 시장을 통해 영화를 본 팬들 사이에서 컬트 고전이 되었다.

## 줄거리
8학년 마지막 날, 고등학교 입학을 앞둔 줄리는 세 친구 한나, 파라, 얀시와 함께 슬리퍼 파티를 연다. 한편, 줄리의 옛 친구인 스테이시가 이끄는 인기 그룹은 스테이시의 남자친구가 그녀를 차자 줄리 일행에게 스캐빈저 헌트 대결을 제안한다. 승리 팀에게는 고등학교에서 인기있는 아이들이 앉는 분수대 옆 점심 식사 자리가 주어지고, 패배 팀은 쓰레기통 옆 자리에서 식사해야 한다.
스캐빈저 헌트 목록에는 나이트클럽에서 데이트하는 사진, 지역 보안 회사의 로고, 줄리가 좋아하는 스티브 필립스의 속옷, 올드 네이비 마네킹에 자기 옷을 입히기 등이 포함되어 있다. 줄리는 오빠 렌에게 돈을 주고 부모님을 속이게 한 뒤, 친구들과 함께 얀시의 차를 이용해 집을 몰래 빠져나와 목록에 있는 물건들을 찾아 나선다. 그 과정에서 보안 요원을 피하고, 부모님에게 들키지 않으려 고군분투한다.
클럽에 몰래 들어간 줄리는 데이트 상대가 학교 선생님이라는 것을 알게 되고, 선생님은 그녀에게 음료를 사준다. 줄리는 클럽에서 스카프를 떨어뜨리고, 마침 친구들과 클럽에 온 엄마 가비가 이 스카프를 발견하고 줄리에게 전화를 건다. 교통 체증에 갇힌 차를 버리고 스케이트보드를 타고 집으로 돌아가던 줄리는 스티브에게 강렬한 인상을 남긴다. 집에 도착해서 아빠와 통화하며 무사히 집에 있다는 것을 증명한 후 다시 집을 빠져나와 스티브의 집에 잠입해 그의 속옷을 훔쳐 나온다. 다른 친구들은 차를 충전하려 하고, 스테이시 일행은 보안 회사에 스티브 집에 수상한 사람이 있다는 사실을 알린다. 결국 친구들은 보안 요원의 차에서 보안 회사 로고를 떼어낸다.
이후 학교 댄스파티에서 만난 두 그룹은 모두 스캐빈저 헌트 목록을 완료한다. 스테이시는 댄스파티의 왕 또는 여왕의 왕관을 가져오는 팀이 승리하는 것으로 최종 대결을 제안한다. 스테이시는 남자친구 토드가 다른 여자와 춤추고 키스하는 것을 보고 헤어진다. 스테이시는 줄리의 스케이트보드 친구인 러셀과 춤을 추게 되고, 댄스 콘테스트에서 우승한다. 스티브는 댄스파티의 왕으로 뽑히고, 줄리와 승리의 춤을 추면서 왕관을 그녀에게 넘겨준다.
춤이 끝난 후 줄리와 스티브가 키스하려는 순간, 렌에게서 전화가 와서 엄마가 집으로 돌아오고 있다는 사실을 알린다. 줄리 일행은 서둘러 집에 돌아오지만, 간발의 차이로 엄마에게 들키지 않고 잠든 척한다. 다음 날 아침, 엄마는 클럽에서 줄리가 흘린 스카프를 보여주며 어젯밤 일을 추궁하지만, 화를 내는 대신 줄리가 빨리 성장하는 것에 놀라워한다. 친구들과 헤어진 줄리는 나무 위의 아지트에서 잃어버린 왕관을 들고 기다리는 스티브를 만나 키스를 나눈다. 영화는 스테이시와 그녀의 친구들이 고등학교에서 쓰레기통 옆에서 점심을 먹는 장면으로 마무리된다.

## 출연진
- 알렉사 베가 - 줄리 코키
- 미카 부럼 - 해나 칼슨
- 세라 팩스턴 - 스테이시 블레이크
- 캘리 플린 칠드레스 - 얀시 윌리엄스
- 스티브 커렐 - 셔먼 샤이너
- 제인 린치 - 개비 코키
- 제프 갈린 - 제이 코키
- 샘 헌팅턴 - 렌 코키
- 숀 패리스 - 스티브 필립스
- 에번 피터스 - 러셀 헤이스
- 라이언 슬래터리 - 피터
- 조니 스니드 - 코라도 선생
- 맥스 밴빌 - 스티브 친구
- 브리 라슨 - 리즈 대니얼스
- 카티야 페벡 - 몰리
- 아일린 에이브릴 보일런 - 제나
- 새드 러킨빌 - 토드
- 앨리스 그레친 - 린다
- 셰인 헌터 - 마일스
- 헌터 패리시 - 랜스
- 더글러스 스미스 - 그레그
- 서머 글라우 - 티켓걸